# Emilce Cuda
Emilce Cuda (Buenos Aires, 26 de diciembre de 1965) es una teóloga argentina especializada en moral social católica, profesora universitaria, y oficial de la Curia romana.
Descrita como "la mujer que sabe leer al papa Francisco", es conocida por interpretar las enseñanzas del papa a través de la Teología del pueblo, el pensamiento latinoamericano y su propia exposición nativa al medio cultural del papa Francisco.
Es la primera mujer laica argentina en recibir un doctorado pontificio en teología moral.

## Educación
Obtuvo su BA (1990), MA (2005) y PhD/STD (2010) de la Pontificia Universidad Católica Argentina (UCA). Estudió filosofía en la Universidad de Buenos Aires (UBA). Obtuvo un MBA (2001) de la Universidad de Ciencias Empresariales y Sociales.
El 14 de diciembre de 2022, la Universidad Nacional de Rosario le confirió un doctorado honoris causa.  El Papa Francisco agradeció a la universidad por el reconocimiento como “una distinción merecida por los méritos académicos, intelectuales y personales de Emilce (Cuda), incansable luchadora por la justicia social, la paz, el trabajo digno y la belleza de la creación, especialmente en América Latina”.
El 9 de mayo de 2023, Loyola University Chicago le confirió un doctorado honoris causa "en reconocimiento a su distinguida carrera y erudición, compromiso con la justicia social y servicio a favor de los pobres y marginados."

## Trabajo
Es profesora investigadora de la Universidad Nacional Arturo Juaretche (UNAJ), y profesora invitada de la UCA, de la UBA y de la Universidad de St. Thomas (Texas). Fue profesora investigadora visitante residente en Boston College (2016) y DePaul University (2019). Es consejera y profesora del Consejo Episcopal Latinoamericano (CELAM) para su escuela social CEBITEPAL. Colabora: con el Dicasterio para el Servicio del Desarrollo Humano Integral de la Curia romana de la Santa Sede; con la International Catholic Migration Commission (ICMC) de Ginebra en el programa "The Future of Work. Labor after Laudato Si y Post Covid 19"; con The Economy of Francesco, con la Conferencia Episcopal Argentina y con la Pastoral Juvenil de la Diócesis de Los Ángeles. Es una figura visible en las organizaciones académicas, eclesiales y sociales de Argentina y América Latina. Es miembro de la red mundial de Catholic Theological Ethics in the World Church (CTEWC) donde asumió la coordinación para América Latina y el Caribe entre 2016 y 2018. 
Aparece frecuentemente en conferencias y mesas redondas, hablando principalmente sobre temas laborales y la economía de Francisco. Su enfoque parece basarse en las encíclicas pontificias sociales, la historia cultural e intelectual católica, en la cultura y política popular de América Latina y en elementos argentinos como la letra del tango.
Su formulación "pueblo-pobre-trabajador" resuena con la frase del papa Francisco "El santo pueblo fiel de Dios" y la opción preferencial por los pobres de la doctrina social católica. La frase sugiere que los pobres, por más desamparados que sean, son los trabajadores que componen el pueblo en que opera la gracia.

## Servicio en la curia romana
El 26 de julio de 2021, el Papa Francisco nombró a Cuda como jefe de oficina de la Pontificia Comisión para América Latina.  El 18 de febrero de 2022 el Papa Francisco la promovió a Secretaria de la misma comisión, a la par con su otro secretario Rodrigo Guerra López.
El 13 de abril de 2022 el Papa Francisco la nombró como miembro de la Pontificia Academia de Ciencias Sociales.
El 19 de mayo de 2022 el Papa Francisco la nombró como miembro de la Pontificia Academia para la Vida.

## Para leer a Francisco
Para Leer a Francisco – Teología, Ética y Política fue publicado en 2014. Examina los fundamentos teológicos y filosóficos de los escritos del Papa Francisco. El diario español ABC escribió: "Nos permite ahondar en las grandes líneas de la Teología del Pueblo, cubriendo las implicaciones pastorales y éticas de las decisiones aprobadas por el episcopado latinoamericano celebrado en Aparecida".

## Publicaciones
- Democracia y Catolicismo en Estados Unidos: 1792-1945, (2010). (ISBN 978-9876401173).
- Democracia en el Magisterio Pontificio, (2014). (ISBN 978-9876403139).
- Para leer a Francisco. Teología, Ética y Política, (2016). (ISBN 978-9875002180).
- Nuevos estilos sindicales en América Latina y el Caribe, (editor, 2016). (ISBN 978-987-722-227-2).
- Hacia una ética de la participación y la esperanza, (editor, 2017). (ISBN 978-958-781-056-1).